# Port lotniczy Bahía Blanca
Port lotniczy Bahía Blanca (IATA: BHI, ICAO: SAZB) – port lotniczy położony w Bahía Blanca, w prowincji Buenos Aires, w Argentynie.

## Linie Lotnicze i Połączenia
- Aerolíneas Argentinas (Bariloche, Buenos Aires-Jorge Newbery, Cordoba, Mar del Plata, Neuquén, Trelew, Ushuaia)
- Flybondi (El Palomar)